# 线列步兵

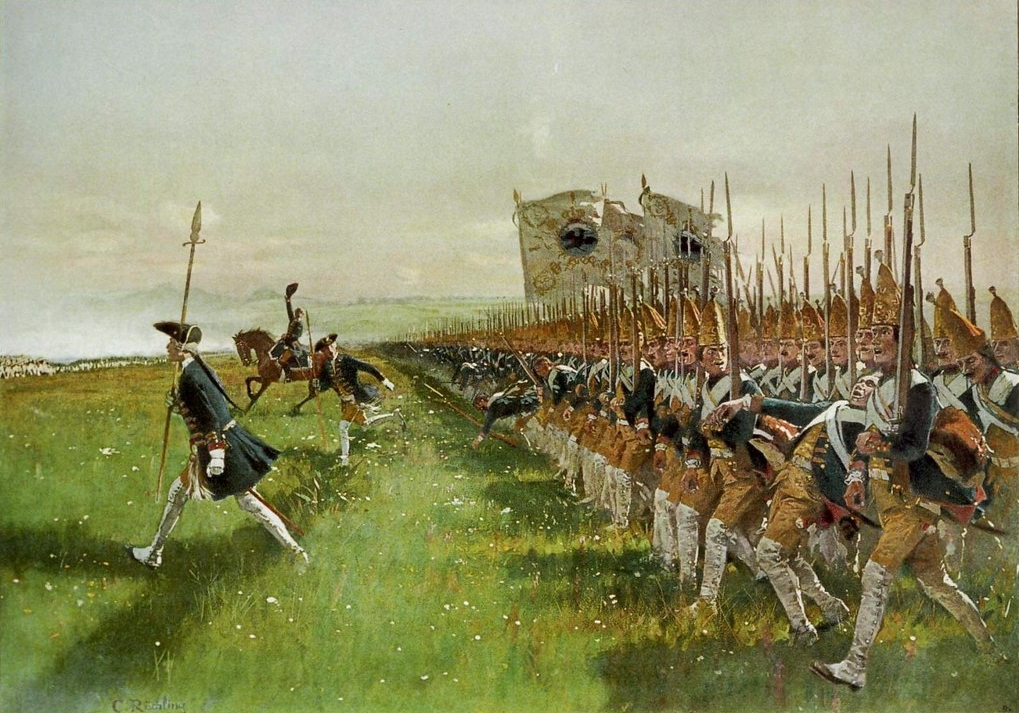
在1745年的霍亨弗里德堡戰役中，普鲁士线列步兵正在进攻。

线列步兵（英語：Line Infantry），或譯戰列步兵、線性步兵，是在17至19世紀間，歐洲國家在野戰時主要的步兵運用形態。
同樣的兵種在當時的世界各地基本都有所編制。

## 創立
线列步兵最早出现在17世纪後期。在17世纪初，瑞典国王古斯塔夫二世决定以簧輪式火器武装他的陆军，但只有騎兵裝備了這種結構複雜的武器。他在三十年戰爭期間的使用的戰術被認為是線式戰術的先行，但其發展仍能等到世界末才成形。在他逝世後的一段时间，瑞典步兵便以新式簧輪式火枪武装，与旧式火枪相比，新式火枪比较轻，更加容易发射，不需要额外帮助。另外，制作新式火枪需要的铁更少，意味着它在在大量生产时更加便宜。這種火器的出现，使需要大量装备火枪的线列步兵成为可能。

## 战术

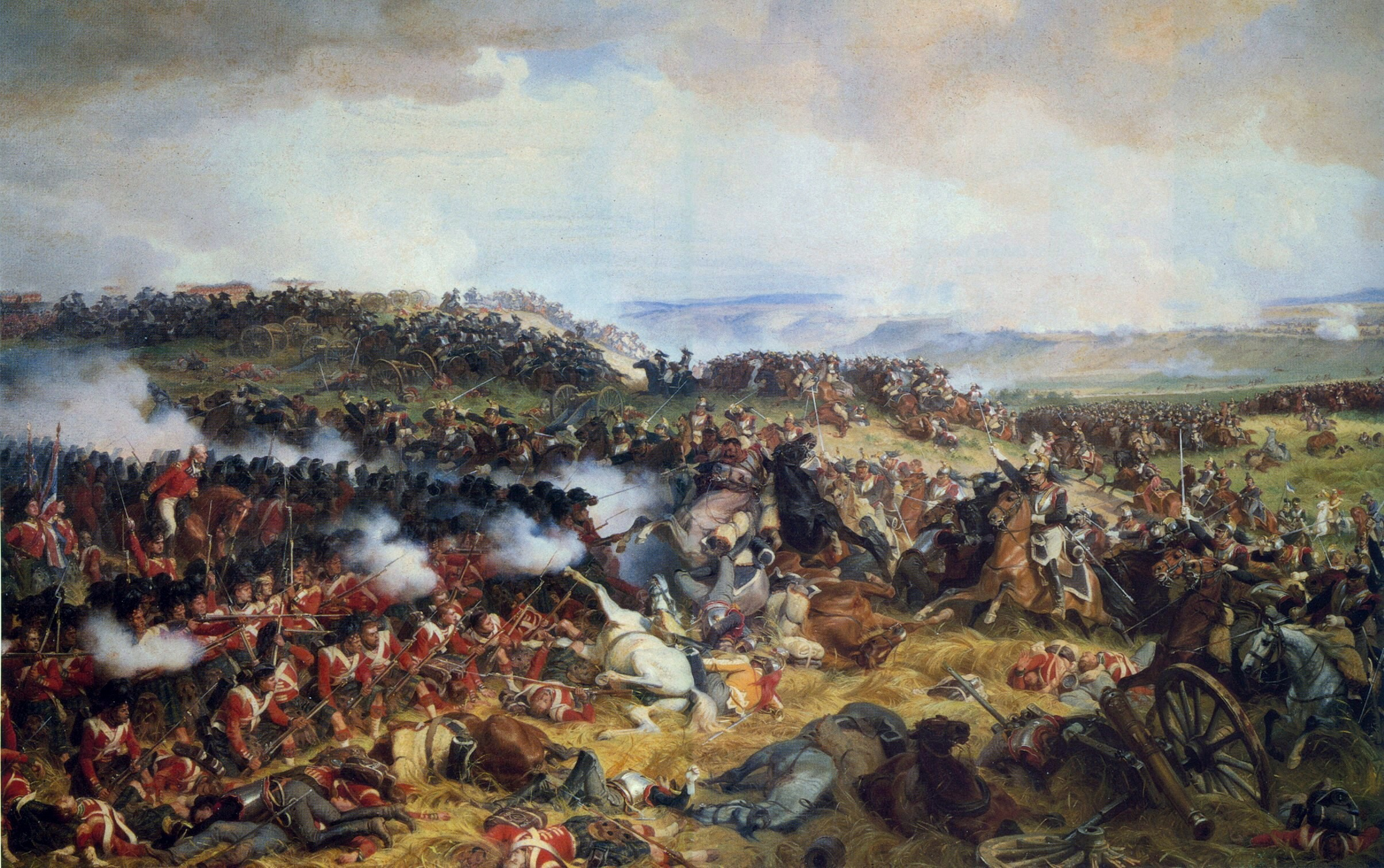
法国胸甲骑兵在滑铁卢战役中向英军方阵冲锋。

线列步兵在大多数时候，使用这三种阵型：线列（Line），方阵（Square）与纵阵（Column）。
从17世纪中期开始，步兵广泛采用了手持枪械，占主导地位的战术是线式战术，将步兵排成宽而浅的线列，然后齐射。一条线列，有二至四排士兵。
由于火枪精准度差(当时的火器一般都是滑膛枪)，加上前装弹装填速度缓慢，所以只有密集阵型的射击才能最大限度地杀伤敌军。线列以发挥最猛烈的火力为目的排列。以松散阵型排列的步兵，虽然能够寻找掩护，但是面临火力不足、指挥困难、在对抗骑兵或步兵纵阵时十分脆弱以及无法守住阵地等多种问题，因此往往用于骚扰迟滞敌军大队而非正面对决。
在遭到骑兵包围时，线列步兵能够迅速转变为方阵。不同于长矛兵与旧式火枪手的方阵，这种方阵中间是空的。
即使是训练有素的步兵，以线列阵型行进时，速度仍然会非常缓慢，而且，在行进时，阵型很容易散开，特别是在通过灌木、森林时。因此，在固定时，步兵通常采用线列阵型，而在行进时，通常采用纵阵。在冲锋、近战时，也会采用纵阵。

## 训练
线列步兵以步兵操典（Manual of arms）为训练指南，主要内容是快速排成一列，快速射击与机动。
线式战术需要严明的纪律与简单的移动，需要士兵熟练指令到下意识的程度。在训练中，演习与体罚经常进行。
线列步兵很快成为了欧洲国家的常见步兵兵种。火枪手（Musketeers）与精锐部队，掷弹兵，逐渐变为线列步兵的一部分，采用起线列战术。

## 武器装备
在17世纪中期，线列步兵的火枪加上了刺刀。刺刀挂在火枪的枪口，近战时使用，在与骑兵对抗时也有帮助。
在17世纪晚期，火枪被更轻更便宜的燧发枪代替，这种枪重五千克，口径17.5毫米，一开始出现在法国，后来传播到其他国家。在很多国家，燧发枪仍然称为火枪。但是，无论是火枪还是燧发枪都没有膛线，这使得两者的准确度低、射程短。但是相应的，由于没有膛线，弹丸对人体的创伤比有膛线枪的弹丸高。
线列步兵没有任何防护装备。只有一些精锐部队能够保留一些有传统元素的防护装备，比如掷弹兵的铜帽。

## 同时代的其他步兵兵种

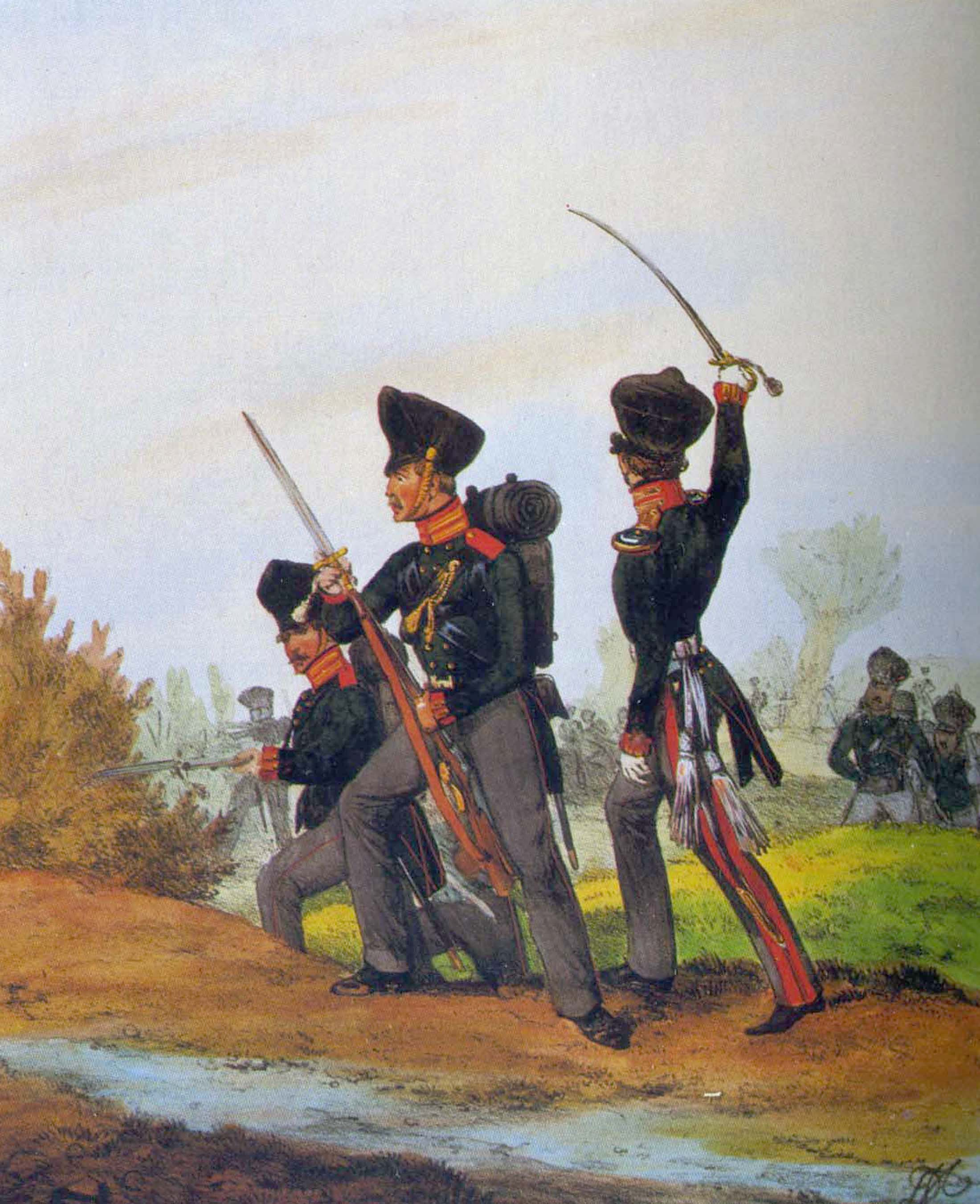
德国猎兵（Jäger）。

起初，线列步兵只是步兵的一小部分，因为它在对抗敌军骑兵时显得很脆弱，因此需要配合长矛兵作战，然而，线列步兵在步兵中的比例不断上升，尤其是在刺刀广泛应用后，线列步兵能够在近战中保护自己，对抗敌军骑兵，无法提供远程火力的长矛兵因此显得完全过时。1689年，奥地利陆军废除了长矛兵1703年，法国陆军也废除了长矛兵。在1721至1769年间，彼得大帝几乎将所有俄国步兵转为线列步兵，线列步兵成为了欧洲陆军的主力步兵。
法国在大革命与拿破仑战争时期，将步兵分为卫队、线列步兵与轻步兵。然而，即使是线列步兵团也配置有专司散兵战术的连队。
在19世纪，步枪手在欧洲各国陆军中占的比例提升，而装备滑膛火枪的线列步兵的比例下降。在美国内战中，线列步兵战术逐渐被证明难以应对日渐精准的远距步枪火力。同一时期的普奥战争中，装备了后装德莱赛针发枪的普鲁士军队在面对使用前装洛伦兹步枪的奥地利军队时基本淘汰了横队队形，但仍然保留了连纵队来保证冲击力，并在之后的普法战争中完全放弃了组成密集线列开火的作战方式。在法国，因为拿破仑三世的干预，在1870年仍有300个线列步兵团。即使法国线列步兵在1866年装备了夏塞波步枪，他们仍被训练以线列、纵阵与方阵这种紧密阵型作战。

## 废除
拿破仑战争后，线列步兵仍然是主力部队，而轻步兵则是提供火力支援、掩护行进中的部队。俄国、英国、法国等国家在19世纪晚期仍使用线式战术，例如克里米亚战争、普法战争。
在新武器发明后，线列步兵学说开始衰落。米尼弹大大增加了枪械的射程和精确度。紧密阵型中的士兵目标巨大，南北战争就证明了这一点。这场战争后，后膛装填步枪被采用，这种步枪的射程相比老实火枪大大提高，射击的速度也大大加快。在19世纪60年代，大多数德意志国家与俄国都将自己的线列步兵与来福枪兵结合在一起，使用来福枪与散兵战术。在普法战争后，德国、法国也效法前者。英国在1853年开始使用来福枪，在1867年开始使用后膛装填步枪，在布尔战争时由紧密线列改用松散阵型，却仍保留了“线列步兵”的名字
来复枪不断提升的射速与在1883年发明的马克沁机枪使得步兵在接近敌军前就会承受巨大的伤亡。骑兵也因为步兵武器的改进而衰落。在20世纪初，步兵开始慢慢接受以轻步兵散兵阵型作战，但是，仍然以线列步兵战术训练。
但是一战时期，部分英国军官仍然使用过时的线列步兵战术，以至于让英军付出无谓的牺牲，一战后则完全废除了线列步兵战术。

## “线列步兵”名称的保留
虽然，线式战术在19世纪晚期已经变得过时，但是，在欧洲一些陆军中，步兵团继续归类为“线列步兵”。这一名称意味着这个团是正规军，而不是特种或精锐部队。以1914年的比利时陆军为例，有14个线列步兵团（Infanterie de Ligne），三个轻步兵团（Chasseurs a pied），一个掷弹兵团（Grenadiers）与一个卡宾枪兵团（Carabiniers）。同时期的欧洲陆军也类似于比利时陆军。现代的英国陆军保留了传统名称，如“线列步兵”与“来福枪兵”，即使他们都已现代步枪装备，不采用线式战术。同样地，大多数21世纪的陆军仍然会操练钻型阵型，作为灌输纪律与提高单位凝聚力的方式。

## 注脚
1. ↑  手持枪械（Hand Guns），与加农炮（Cannon）相反；并非手枪（Handgun）。
2. ↑  每分钟二至三发。
3. ↑  在法国步兵中占压倒性多数。